# Wonocolo (Kedewan)
Wonocolo is een bestuurslaag in het regentschap Bojonegoro van de provincie Oost-Java, Indonesië. Wonocolo telt 1664 inwoners (volkstelling 2010).